# WOW air
WOW air was een IJslandse lagekostenluchtvaartmaatschappij. 

## Geschiedenis
De maatschappij werd in november 2011 opgericht door de IJslandse ondernemer en investeerder Skúli Mogensen. De eerste vlucht van WOW air werd uitgevoerd op 31 mei 2012. Vanuit IJsland werd gevlogen naar 25 bestemmingen in  Europa, Azië en Noord-Amerika. De maatschappij had Luchthaven Keflavík als thuisbasis. Op 24 oktober 2012 nam WOW air de IJslandse concurrent Iceland Express over.
WOW air stond bekend als goede en voordelige maatschappij voor vluchten naar IJsland en de Verenigde Staten. Het personeel en de open uitstraling van de knalpaarse toestellen kenmerkten de maatschappij.
WOW air kampte met financiële problemen, het had moeite met het afbetalen van schulden en maakt geen winst. Eind 2017 leek het erop dat Icelandair het bedrijf zou redden door een overname, maar dat ging niet door. Op 5 november 2018 deed Icelandair een tweede overname poging, maar op 29 november 2018 werd de mislukking van deze transactie duidelijk. Dezelfde dag nog werd bekendgemaakt dat er gesprekken plaatsvinden met de Amerikaanse private luchtvaartinvesteerder Indigo Partners voor een gedeeltelijke overname. In maart 2019 haakte Indigo Partners af.
Op 13 december 2018 maakte WOW air bekend dat na een moeilijk jaar de vloot en het netwerk zouden worden afgeslankt, om opnieuw winstgevend te worden. Onder andere de bestemmingen Delhi, Los Angeles en San Francisco zouden worden geschrapt, en 9 van de 20 vliegtuigen zouden worden verkocht of teruggegeven aan de leasemaatschappij. Ook werd bekendgemaakt dat 111 medewerkers zouden worden ontslagen, en tijdelijke contracten niet zouden worden verlengd. Later werden ook de bestemmingen Chicago, Cincinnati, Cleveland, Dallas, Pittsburgh en St. Louis geschrapt.
WOW air heeft per 28 maart 2019 alle vluchten per direct gestaakt. Hoewel er werd gekeken naar een eventuele doorstart, is WOW air failliet verklaard.
In juni 2019 nam het Amerikaanse bedrijf USAerospace Partners de merknaam en de activa van WOW over.

## Vloot
De hele vloot bestond uit opvallend paars geschilderde vliegtuigen, met een gemiddelde leeftijd van 2,9 jaar per vliegtuig een van de jongste vloten ter wereld.
- een Airbus A320neo
- acht Airbus A321-200's
- twee Airbus A321neo's